# Wild Bill Elliott
Wild Bill Elliott (16 de octubre de 1904 – 26 de noviembre de 1965) fue un actor cinematográfico estadounidense, especializado en la interpretación de héroes en películas de género western de serie B, particularmente las de la serie Red Ryder.

## Biografía
Su verdadero nombre era Gordon A. Nance, y nació en Pattonsburg, Misuri. Sus padres eran Leroy "Roy" Whitfield Nance, un comerciante de ganado, y Maude Myrtle Auldridge. (Aunque ha habido dudas acerca del año exacto de su nacimiento, la licencia de matrimonio de sus padres y los datos del censo [así como las edades de sus hermanos] confirman que nació en 1904.)
Nance pasó gran parte de su juventud en un rancho cercano a King City, Misuri. Cabalgar y utilizar el lazo formaron parte de la vida diaria de Gordon Nance. Ganó un primer puesto en un rodeo que tuvo lugar dentro del espectáculo American Royal de 1920. Además, estudió un tiempo en la Universidad Rockhurst, un centro de Kansas City, pero pronto se trasladó a California con la esperanza de convertirse en actor.
En 1925 conseguía algún trabajo ocasional en el cine. Siguió estudios en el Teatro Pasadena Playhouse, interpretando allí algunos papeles teatrales. En 1927 hizo su primer western, The Arizona Wildcat. A este trabajo le siguieron varias actuaciones como coprotagonista, decidiendo cambiar su nombre por el de Gordon Elliott. Sin embargo, al iniciarse el cine sonoro, se vio relegado a hacer pequeñas actuaciones y trabajos como extra. Así, en los siguientes ocho años participó en más de cien filmes para diversos estudios, casi siempre en papeles sin presencia en los créditos.
Elliott empezó a destacar en algunos westerns menores, lo suficiente para que Columbia Pictures le ofreciera el primer papel en el serial The Great Adventures of Wild Bill Hickok (1938), producción que obtuvo un éxito que motivó que Columbia le ofreciera un contrato como primer actor. A los dos años, Elliott, a quien el presidente de Columbia Harry Cohn había cambiado su nombre por el de Bill Elliott, estaba en la lista de las diez primeras estrellas del wéstern publicado por el Motion Picture Herald, permaneciendo en esa posición los siguientes quince años.
En 1943, Elliott firmó un contrato con Republic Pictures, que le eligió para filmar una serie de westerns interpretados junto a George "Gabby" Hayes. El primero de ellos, Calling Wild Bill Elliott, dio a Elliott el nombre con el cual conseguiría mayor fama, y con el cual aparecería casi exclusivamente en los créditos el resto de su carrera. 
Tras varios filmes en los que actor y personaje compartían el nombre de "Wild Bill Elliott," el actor pasó a interpretar la figura por la que es recordado, la de Red Ryder en una serie de dieciséis películas acerca del famoso cowboy de la tira cómica, y de su compañero indio Little Beaver (interpretado en los filmes de Elliott por Robert Blake). Elliott interpretó el papel únicamente durante dos años, pero quedaría asociado para siempre con el mismo. La carrera de Elliott prosperó durante y después de las películas de Red Ryder, continuando con el rodaje de westerns de serie B en los inicios de la década de 1950. 
Además de su carrera cinematográfica, tuvo su propio programa radiofónico a finales de los años cuarenta. Su último contrato como estrella western fue con Monogram Pictures, con presupuestos aún más bajos, pues el género perdía audiencia ante el advenimiento de la televisión. Cuando Monogram pasó a ser Allied Artists Pictures Corporation en 1953, se prescindió de las producciones western, y Elliott finalizó su contrato con una serie de dramas policiales modernos, su primer trabajo fuera del western desde 1938.
En 1957 Elliott se retiró del cine, y se mudó de Los Ángeles a Las Vegas, Nevada, donde compró un racho. Trabajó durante un tiempo como portavoz de los cigarrillos Viceroy, además de presentar un programa en una cadena televisiva local de Las Vegas, en el cual se exhibían muchos de sus westerns.
Elliott se casó con Helen Josephine Meyers en febrero de 1927. El matrimonio tuvo una hija, Barbara Helen Nance, pero se divorciaron en 1961. Elliott se casó ese mismo año con Dolly Moore. 
Wild Bill Elliott falleció en su domicilio en Las Vegas en 1965, a causa de un cáncer de pulmón. Fue enterrado en el Cementerio Palm Downtown Mortuary de Las Vegas.